# Nürnberg (1934)
«Ню́рнберг» (Nürnberg) — лёгкий крейсер Кригсмарине времён Второй мировой войны. Развитие проекта «Лейпциг». Последний лёгкий крейсер германского флота.

## Проектирование и постройка
Несмотря на то, что в ряде источников лёгкие крейсера «Лейпциг» и «Нюрнберг» относятся к единому классу (тип «Лейпциг»), являющемуся улучшением предшествующих крейсеров типа «К», по целому набору характеристик эти два корабля отличаются друг от друга. «Нюрнберг» был заложен, спущен и введён в строй с отставанием почти на пять лет от своего «старшего брата».
Пауза в строительстве была вызвана проходившими дискуссиями о том, какие крейсера нужны Германии с точки зрения их вооружения, водоизмещения и прочих характеристик. В итоге было принято решение строить тяжелые «Вашингтонские» крейсера. Как следствие — кардинально-новый проект лёгкого крейсера не разрабатывался, новый корабль этого класса для германского флота представлял собой улучшенный проект крейсера «Лейпциг».
Проектное водоизмещение нового крейсера увеличилось на 100 тонн, достигнув 8000 тонн. Этим достигалась лучшая прочность корпуса, усиливались бронирование башен, погребов боезапаса, зенитная артиллерия и увеличилась скорость хода, но этого не хватило на увеличение вместимости топливных цистерн. Основные технические решения повторяли «Лейпциг», но «Нюрнберг» был чуть длиннее и шире своего предшественника. Проект крейсера разработал конструктор Блечшмидт.

## Служба

### Довоенный период
Лёгкий крейсер «F» («Kreuzer F» или «Ersatz Nymphe» — замена крейсера «Нимфе») был заложен 4 ноября 1933 года на заводе «Дойче Верке» в Киле. 8 декабря 1934 года — крейсер был спущен на воду и получил название «Нюрнберг».
2 ноября 1935 года корабль вошёл в состав флота, на нём сначала подняли флаг уже несуществовавшей Веймарской республики, но уже через пять дней, 7 ноября, на нём подняли военно-морской флаг нацистской Германии.
После завершения серии испытаний в начале 1936 года «Нюрнберг» становится флагманским кораблём Разведывательных сил флота. С апреля по май крейсер находился в Атлантике с посещением ряда зарубежных портов. С августа по октябрь и с ноября по декабрь 1936 года, в апреле-мае и июле-августе 1937 года корабль находился в испанских водах, оказывая помощь мятежникам генерала Франко. В последующие предвоенные годы корабль занимался боевой подготовкой, участвовал в манёврах флота, в торжествах по случаю спуска новых кораблей. В марте 1939 года «Нюрнберг» участвует в захвате литовского порта Клайпеды (Мемеля).

### Вторая Мировая война
С началом войны крейсер принимал участие в различных минно-заградительных операциях в составе соединений надводных кораблей, 6 октября во время одной из таких операций был безуспешно атакован британской подводной лодкой «Сивулф».
13 декабря 1939 года «Нюрнберг» и лёгкий крейсер «Лейпциг» были торпедированы английской подводной лодкой «Сэлмон». По сравнению с «Лейпцигом» повреждения «Нюрнберга» были гораздо менее серьёзными, торпеда попала в носовую часть, оторвав её часть. Энергоустановка корабля не пострадала, а потери в экипаже составили всего 16 человек ранеными. Ремонт на верфи-строителе продолжался до апреля 1940 года.
В июне-июле 1940 года крейсер привлекается для проводки войсковых транспортов в Норвегию и обратной проводки линкора «Гнейзенау». В феврале — сентябре 1941 года выполнял обязанности учебного корабля, в сентябре входил в состав северной группы германского «Балтийского флота», созданного для пресечения гипотетической попытки прорыва советского Балтийского Флота из Кронштадта в Швецию в случае падения Ленинграда.
С января по август 1942 года крейсер находится у заводской стенки, проходя капитальный ремонт, во время которого произвели замену турбин и усилили зенитное вооружение. После завершения работ «Нюрнберг» прошёл испытания, затем курс боевой подготовки, в декабре перешёл в Норвегию, на замену уходящего в Германию на капитальный ремонт «Адмирала Шеера». Крейсер не принимал участие в боевых действиях. После «Новогоднего боя» Гитлер приказал вывести из состава флота все тяжёлые корабли, которые все же удалось отстоять новому главкому ВМФ Карлу Дёницу. «Нюрнберг» вновь стал учебным крейсером.
В мае 1943 года «Нюрнберг» вернулся в Германию, где был зачислен в отряд учебных кораблей. В этом качестве он прослужил до конца 1944 год.
В январе 1945 года крейсер участвовал в минных постановках в водах Южной Норвегии, после чего находился в Осло-Фиорде. 27 января крейсер прибыл в Копенгаген, после чего в боевых действиях фактически участия не принимал. 5 мая 1945 года огнём зенитных автоматов была отражена попытка членов датского движения сопротивления уничтожить корабль с использованием взрывающегося катера. Потери экипажа при этом составили 4 человека.

## «Адмирал Макаров»: служба в ВМФ СССР

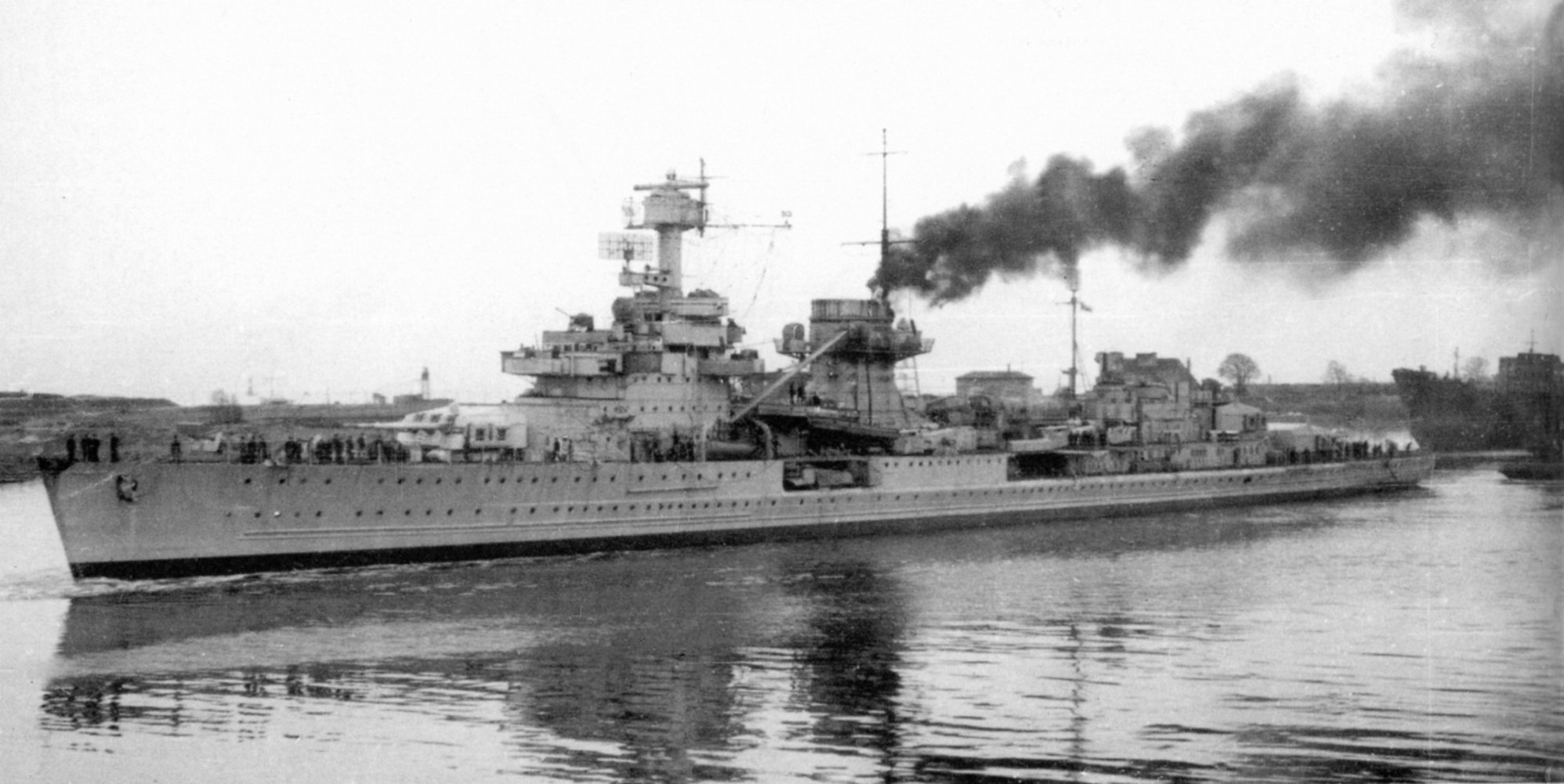
Лёгкий крейсер «Нюрнберг» под советским флагом во время перехода в Лиепаю, 2 января 1946 года

После окончания войны командир «Нюрнберга» капитулировал. Корабль оставался в Дании с немецким экипажем на борту. По итогам работы Союзной контрольной комиссии по разделу бывшего германского военно-морского флота, крейсер по репарациям был передан СССР. 19 ноября 1945 года корабль был зачислен в списки советского военно-морского флота. В декабре 1945 года прибыл в Крошнтадт, где на Морском заводе были проведены его обследование и дефектовка. Затем корабль совершил переход в бывшую германскую военно-морскую базу Вильгельмсхафен, где принял на борт вооружение, боеприпасы и штатное оборудование, демонтированные и свезённые на берег после капитуляции, а оттуда вернулся в Лиепаю. Там 9 января 1946 года подписан протокол о передаче корабля от немецкого экипажа советскому. Приказом наркома ВМФ СССР от 13 февраля 1946 года крейсер переименован в «Адмирал Макаров».
В ВМФ СССР крейсер нёс службу в составе 32-й дивизии крейсеров 8-го ВМФ, затем 28-й дивизии учебных кораблей Кронштадтской военно-морской крепости. Командиры крейсера с 1945 года: С. Ворков, В. Васильев, И. Горшенин, А. Лоховин, Г. Борисов, Н. Шарашкин. Штат корабля в СССР состоял из 53 офицеров, 191 старшины, 687 матросов.
В 1949—1951 годах корабль был модернизирован по проекту, разработанному в ЦКБ-17. Все легкое зенитное вооружение, за исключением двух счетверённых 20-мм автоматов, было снято. Взамен были установлены двуствольные 37-мм автоматы В-11. Также немецкое радиолокационное оборудование постепенно заменили советским.
В советском Балтийском флоте крейсер считался одним из лучших кораблей, участвовал во всех крупных военно-морских учениях на Балтийском море, его экипаж регулярно завоёвывал призы за успехи в боевой подготовке. Во время манёвров 1953 года на борту крейсера находился походный штаб Главкома ВМФ адмирала флота Н. Г. Кузнецова. Затем на его борту проходили практику курсанты военно-морских вузов, совершая походы в Северное и Норвежское моря. Как отличный боевой корабль, он много раз принимал иностранные правительственные и военные делегации.
21 февраля 1957 переклассифицирован в учебное судно. В феврале 1959 года корабль было решено отправить на Новую Землю для участия в испытаниях ядерного оружия, в последний момент поход был отменён и 20 февраля 1959 года корабль исключен из состава флота. В августе того же года он совершил свой последний переход на завод для разделки..

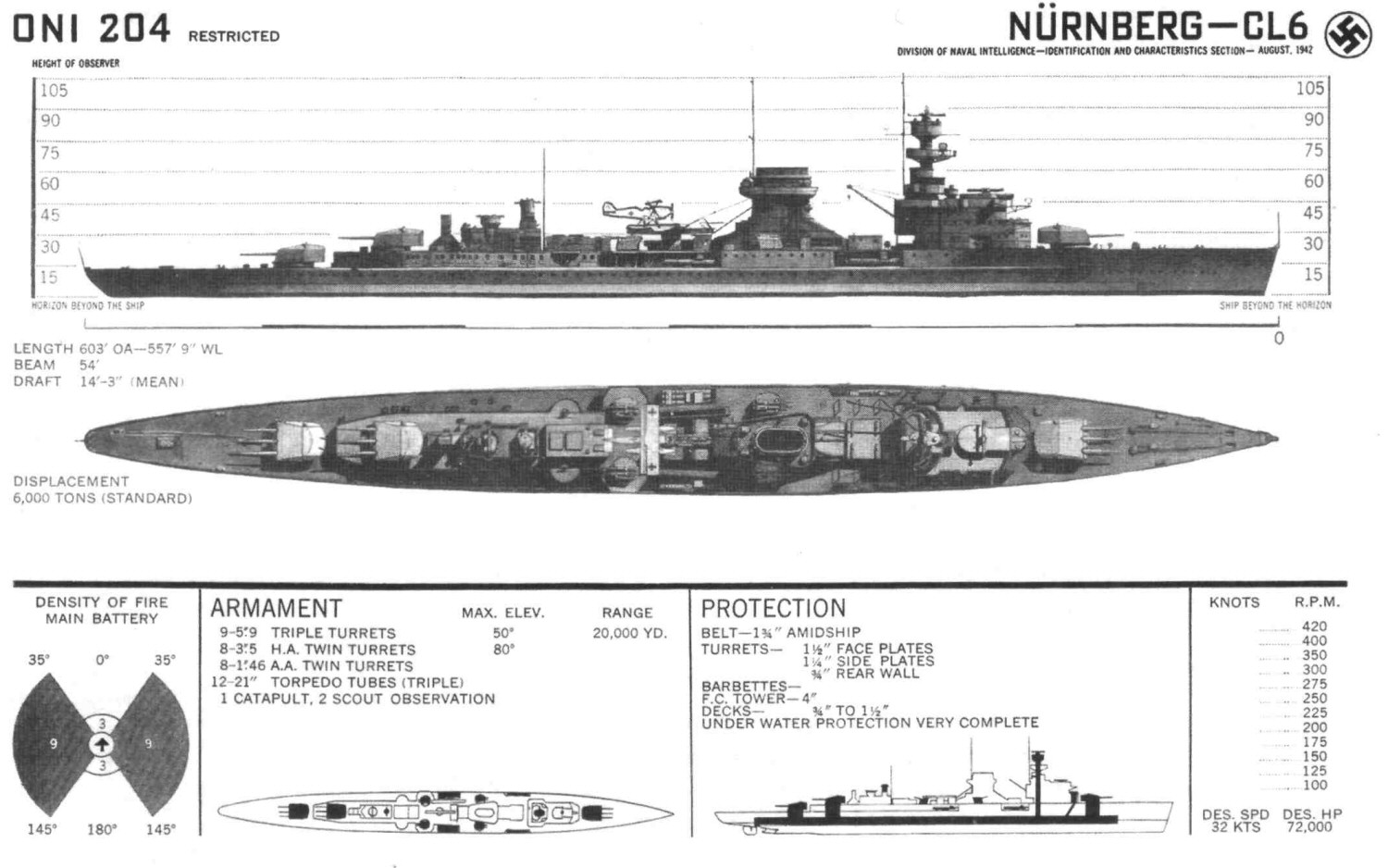
Лёгкий крейсер «Нюрнберг». Схема.